# Boulton & Paul Overstrand
Die Boulton & Paul P.75 Overstrand war ein zweimotoriger mittlerer Bomber der Royal Air Force, der seinen Erstflug 1933 hatte. Es handelte sich um den letzten britischen Doppeldecker-Bomber und zugleich den ersten Bomber, der über eine Art frühen Autopiloten verfügte. Benannt wurde die Maschine nach der Stadt Overstrand im Norden Norfolks.

## Bauweise und Besonderheiten
Bei der Maschine handelte sich um einen verspannten Doppeldecker, dessen dreiteilige Ober- und der vierteilige Unterflügel jeweils die gleiche Spannweite besaßen. Die Konstruktion war in Gemischtbauweise ausgeführt. Der Rumpfvorderteil war in hölzerner Schalenbauweise gebaut, das Mittelstück des Rumpfes sowie das Heck (bis auf die Steuerflächen des Tragwerks) bestanden hingegen aus einem mit Stoff bespannten Rahmen aus Duraluminium. Die tragenden Strukturen der Haupttragflächen und des Höhen- und Seitenruders waren aus stabileren Stahlrohren gefertigt, die ebenfalls stoffbespannt waren. Am Seitenruder war ein Hilfsruder angebracht, das die Steuereigenschaften verbesserte. Alle Tragflächen der Maschine waren mit Querrudern versehen. Das zum Rumpf und zu den Motoren hin mit Streben abgestützte Fahrwerk konnte nicht eingezogen werden, besaß aber Radbremsen an allen drei Reifen; zudem war das Spornrad am Heck lenkbar.
Der Bomber besaß ein geschlossenes Cockpit (beim Vorgängermodell Boulton & Paul P.29 Sidestrand war dieses noch offen gewesen) und erstmals ein schwenkbaren Waffenstand in der Rumpfnase. Dieser war maschinell angetrieben und ebenfalls geschlossen. Die Boulton & Paul P.75 Overstrand war der erste britische Bomber, der einen derartigen Geschützstand erhielt. Erstmals bei einem britischen Bomber waren auch das Cockpit und die Waffenstände beheizbar, was für die Besatzung besonders in kalten Jahreszeiten von Vorteil war.

## Einsatzzeit
Insgesamt wurden ab 1934 nur 24 Maschinen gebaut, hinzu kamen zusätzlich fünf Sidestrand III, die in Overstrand umgebaut wurden. Die Overstrand kamen bei den RAF-Staffeln No. 101 und No. 144 und verschiedenen Trainingseinheiten zum Einsatz. Bereits 1938 wurden die Maschinen aber nach und nach aus dem aktiven Dienst genommen und durch die Bristol Blenheim ersetzt, was bis zum August 1938 abgeschlossen war. Im September 1938 wurde auch der bis dahin verwendete silbrige Standardanstrich durch einen Tarnanstrich in Braun und Grün ersetzt.
Ab Herbst 1938 wurden die Maschinen nicht mehr für Einsätze in der ersten Linie eingesetzt, bei Kriegsausbruch 1939 waren noch elf Boulton Paul P.75 Overstrand im Einsatz. Einzelne Exemplare wurden noch bis 1941 als Zielflugzeuge bei der Ausbildung eingesetzt. Dabei brach allerdings eine Maschine 1940 in der Luft auseinander, was in der Folgezeit zu Einschränkungen bei der Nutzung führte. 1941 wurden die letzten Exemplare außer Dienst gestellt und verschrottet.

## Technische Daten
| Kenngröße             | Daten                                                       |
| --------------------- | ----------------------------------------------------------- |
| Besatzung             | 4                                                           |
| Länge                 | 14,05 m                                                     |
| Spannweite            | 21,95 m                                                     |
| Höhe                  | 4,73 m                                                      |
| Flügelfläche          | 91,04 m²                                                    |
| Flügelstreckung       |                                                             |
| Leermasse             | 3600 kg                                                     |
| max. Startmasse       | 5450 kg                                                     |
| Marschgeschwindigkeit |                                                             |
| Höchstgeschwindigkeit | 246 km/h                                                    |
| Landegeschwindigkeit  | 87 km/h                                                     |
| Steiggeschwindigkeit  | 3,8 m/s                                                     |
| Dienstgipfelhöhe      | 6860 m                                                      |
| Reichweite            | 1000 km bei maximaler Beladung                              |
| Triebwerke            | zwei Sternmotoren Bristol Pegasus II M3, je 580 PS (427 kW) |
| Bewaffnung            | drei 7,7-mm-Lewis-Maschinengewehre in drei Waffenständen    |
| Bombenlast            | maximal 726 kg                                              |